# 布達佩斯交響樂團
布達佩斯交響樂團（Budapest Symphony Orchestra）是一家位於匈牙利布達佩斯的管弦樂團。布達佩斯交響樂團是匈牙利廣播電台的一部分，創建於1943年，創建人是多赫南伊·埃爾諾。樂團與許多知名指揮和獨奏家合作, 例如奥托·克伦佩勒,克劳迪奥·阿巴多,乔治·索尔蒂,约翰娜·白施泰納。